# Centre de formation d'infanterie, Catterick (British Army)
Le Centre d'entrainement de l'infanterie (ou Infantry Training Center, ITC) est une unité de l'armée de terre britannique, administrée par le HQ School of Infantry et responsable de la formation de base et de la formation avancée des soldats et des officiers qui rejoignent l'infanterie. Le quartier général de l'unité est situé à Catterick, dans le Yorkshire du Nord. 

## Histoire
À compter du 1er mai 1995, l'ITC Catterick endosse la responsabilité de toutes les formations de niveau 2 de l'infanterie, orgnaisées par les trois bataillons d'infanterie de Catterick, Strensall et Ouston. En mai 2002, l'ITC prend le contrôle de tous les entraînements d'infanterie, niveau 1 comme de niveau 2 au sein d'un seul cours de combat d'infanterie (Combat Infantryman's Cousrse ou CIC). Le cours fut par la suite renommé Cours d'infanterie de combat (Combat Infantry Course ou CIC) pour refléter l'inclusion de recrues féminines

## Régime de formation
Alors que la formation initiale des autres spécialités de l'Armée de terre se déroule en 2 temps (Phase 1 ou formation de base  et Phase 2 ou formation spécifique au métier), le cours d'infanterie combine les deux en un seul cours pour les participants âgés de 17,5 ans et plus. Les juniors enrôlés à partir de 16 ans et destinés à l'infanterie reçoivent leur formation de base phase 1 séparément à l'Army Foundation College de Harrogate avant de rejoindre l'ITC pour leur formation de phase 2. 
Le CIC de base dure 26 semaines, au cours desquelles les bases du combat d'infanterie sont enseignées: 
- Administration personnelle
- Entraînement aux armes
- Ordre serré
- Vie en campagne
- Sport et condition physique
- Travail en équipe

Les Foot Guards ainsi que le Parachute Regiment ont chacun une version étendues du CIC qui durent deux semaines supplémentaires. Les nouvelles recrues des Foot Guards entreprennent un programme de formation prolongé pour des missions de représentation. Le cours du régiment parachutiste est axé sur un renforcement de la condition physique au sein de la compagnie Pegasus, y compris huit évaluations exigeantes telles qu'une marche d'endurance de 20 milles et le test d'agressivité, un test exténuant dérivé de la boxe,. 
Le cours pour le nouvelles recrues Gurkha dure 37 semaines, intégrant le cours CIC de langue anglaise ainsi qu'une formation culturelle propre au Royaume-Uni. 

## Structure
ITC Catterick est divisé en trois bataillons, dont deux sont des bataillons d'infanterie (Infantry Training Bataillon ou ITB) et un est un bataillon de soutien (ITC). 
- Le 1st Infantry Training Battalion est responsable de l'entraînement des soldats destinés à rejoindre les régiments de la Queen's division, The Rifles, de la King's Division ainsi que de la Scottish, Welsh and Irish Division. Le 1er bataillon compte cinq compagnies de formation[8]: 
  - Queen's Division company
  - Peninsula Training Company
  - Rifles Training Company
  - King's Division Company
  - Scots, Welsh and Irish Division Company
- Le 2nd Infantry Training Battalion est responsable de la formation des recrues qui rejoindront la Guards division, le régiment de parachutistes ou la brigade des Gurkhas. Le 2 ITB est également responsable de la formation de phase 2 pour les recrues débutantes de l'Army Foundation College, ainsi que de la formation des éléments d'infanterie de la Réserve de l'Armée de terre[9]. Il se compose de quatre compagnies: 
  - Guards Training Company
  - Parachute Regiment Training Company (P company)
  - Gurkha Training Company
  - Anzio Company
- Le Bataillon de soutien de l'ITC est la principale unité de soutien de l'ITC et s'occupe du soutien logistique et médical. Le bataillon comprend les départements suivants[10]: 
  - Compagnie de commandement
  - Hook VC Company (chargé du retour à la vie civile)
  - Sport
  - École des cérémonies militaires
  - École de musique des cornemuses (bagpipes) et des tambours des Highlands (Highland drumming)
  - Fournitures et équipements
  - Formation G7
  - Unité 400, Royal Logistic Corps

L'ITC Catterick est également responsable de l'école de combat d'infanterie (Brecon) et de l'école spécialisée de l'armement (Warminster). L'ITC Catterick est le principal utilisateur de la zone d'entraînement Warcop. 

## Voir également
- Formation des recrues
- Infanterie de l'armée britannique
- P company